# Dioscorea retusa
Dioscorea retusa är en enhjärtbladig växtart som beskrevs av Maxwell Tylden Masters. Dioscorea retusa ingår i släktet Dioscorea och familjen Dioscoreaceae. Inga underarter finns listade i Catalogue of Life.